# Eleonore von der Provence

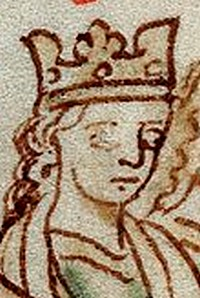
Eleonore von der Provence

Eleonore von der Provence (französisch Aliénor de Provence oder Éléonore de Provence; englisch Eleanor of Provence; * um 1223 wohl in Aix-en-Provence; † 24./25. Juni 1291 in Amesbury) war durch ihre Heirat mit Heinrich III. von 1236 bis 1272 englische Königin. In dieser Stellung war sie bei ihren Untertanen sehr unbeliebt, u. a. weil ihre savoyische Verwandtschaft durch ihre Unterstützung großen politischen Einfluss in England gewann. Im Konflikt Heinrichs III. mit den englischen Baronen unterstützte Eleonore nachdrücklich die Interessen ihres Gatten. Während der Regierung ihres Sohnes Eduard I. wurde sie Nonne.

## Leben

### Kindheit und Jugend
Eleonore war die zweite von vier in den Quellen als außerordentlich schön beschriebenen Töchtern des Grafen Raimund Berengar V. von Provence und dessen Gattin Beatrix von Savoyen. Das Geburtsjahr Eleonores lässt sich, weil es in keiner erhaltenen Quelle angegeben ist, nur auf etwa 1223 schätzen. Da der Hof ihres Vaters keine feste Residenz hatte, ist auch die Angabe ihres mutmaßlichen Geburtsortes Aix-en-Provence nicht völlig sicher. Zwei ältere Brüder Eleonores verstarben früh. Ihre ältere Schwester Margarete von der Provence heiratete 1234 den französischen König Ludwig IX., ihre jüngere Schwester, Sancha von der Provence, vermählte sich 1243 mit Richard von Cornwall, nachmaligem römisch-deutschen König und Bruder Heinrichs III. von England. Ihre dritte und jüngste Schwester, Beatrix von der Provence, erbte schließlich die Provence und heiratete 1246 Karl von Anjou, nachmaligen König von Sizilien und Bruder Ludwigs IX.
Die Provence war ab dem 12. Jahrhundert für ihre Liebeshöfe und Troubadoure bekannt. Eleonore lernte so in ihrer Jugend die Kunst und Musik wertzuschätzen, wuchs aber in relativer Armut auf. Ihr Vater war ein begabter Troubadour und ihre Mutter wohl ebenfalls eine Dichterin. Eleonore selbst soll laut Nostradamus das Heldengedicht Blandin de Cornouailles verfasst und Richard Löwenherz geschickt haben, was indessen unmöglich ist, da dieser englische König schon vor Eleonores Geburt verstorben war. Auch die These, dass Eleonore das erwähnte Gedicht vielmehr ihrem späteren Schwager Richard von Cornwall übersandt habe, dürfte kaum zutreffen. Ihr Lehrer war vielleicht der in der ersten Hälfte des 13. Jahrhunderts in der Provence eine führende politische Rolle spielende Romée de Villeneuve, den Dante im sechsten Gesang seiner Divina Commedia ins Paradies versetzte.

### Heirat mit Heinrich III.
Nachdem der englische König Heinrich III. bereits mehrere vergebliche Heiratsanbahnungen, u. a. mit Johanna von Dammartin, späterer Gräfin von Ponthieu, unternommen hatte, schickte er Ende 1234 oder Anfang 1235 Gesandte bezüglich seiner Eheschließung mit Eleonore in die Provence. Die Verhandlungen wurden bis Juni 1235 abgeschlossen. Heinrich III. erhoffte sich von dieser Eheverbindung u. a. die Schaffung eines Gegengewichts zur Vermählung Ludwigs IX. mit Eleonores Schwester Margarete. Um seine Stellung in Kontinentaleuropa zu verbessern, verhandelte er um diese Zeit auch mit dem römisch-deutschen Kaiser Friedrich II., der schließlich Isabella, eine Schwester des Königs heiratete. Eleonores Eltern konnten sich indessen keine Mitgift für ihre Töchter leisten, und so musste sich der englische König Heinrich III. mit dem Versprechen zufriedengeben, dass diese Mitgift später erstattet würde. Eine solche spätere Bezahlung ist jedoch nicht belegt.

### Königin von England
Im Januar 1236 kam die damals etwa 13-jährige Eleonore in Begleitung der englischen Gesandten, Hugh, Bischof von Ely, und Ralph, Bischof von Hereford, in Dover an. In Canterbury fand dann am 14. Januar 1236  ihre vom dortigen Erzbischof Edmund Rich zelebrierte Hochzeit mit ihrem Bräutigam, dem 28-jährigen Heinrich III., statt. Sechs Tage später wurde Eleonore unter großem Jubel in der Westminster Abbey gekrönt, welches Ereignis der Chronist Matthäus Paris detailreich beschrieb. Das große Gefolge, das Eleonore nach England mitgebracht hatte, wurde von Heinrich III. nicht wieder heimgeschickt, sondern im Land belassen und mit zahlreichen Ehrungen und Geschenken bedacht. Dieser Umstand machte Eleonore in ihrer neuen Heimat wenig beliebt.

#### Förderung von Verwandten; Unpopularität
Als junge englische Königin hatte Eleonore Nicholas Farnham zum Arzt und Beichtvater. Dessen 1241 erfolgte Ernennung zum Bischof von Durham ging auf Eleonores Fürsprache zurück. Mit Robert Grosseteste, Bischof von Lincoln, Richard Wyche, Bischof von Chichester, und dem gelehrten Franziskaner Adam Marsh war sie freundschaftlich verbunden.
Eleonores Onkel mütterlicherseits gewannen beträchtlichen politischen Einfluss in England und prägten die frühe politische Rolle der Königin. Wilhelm von Savoyen, Bischof von Valence, der seine Nichte 1236 nach England begleitet hatte, bereicherte sich hier und entwickelte sich zu einem der bedeutendsten Berater Heinrichs III. Auch ihr Onkel Thomas, Graf von Flandern und Hennegau nutzte Eleonores Einfluss auf den König. Ein weiterer Onkel, Bonifatius, wurde 1241 maßgeblich auf Eleonores Initiative hin für das Amt des Erzbischofs von Canterbury nominiert, obwohl er noch nie in England gewesen war. Papst Innozenz IV. bestätigte aber im September 1243 die Wahl. Peter von Savoyen war ein weiterer Onkel von ihr und erhielt 1241 vom König die umfangreiche Honour of Richmond. Er wurde ebenfalls ein enger Ratgeber Eleonores und ermunterte sie, ihre Position am Hof als Mutter des Thronerben Eduard zu stärken und ihren savoyischen Verwandten hohe Ämter zu verschaffen. Zwischen Letzteren und den aus der Ehe von der Mutter Heinrichs III., Isabella von Angoulême, mit Hugo X. von Lusignan stammenden Söhnen, die 1247 in England eintrafen, kam es in der Folge zu Rivalitäten.
Mehrere zeitgenössische, meist kirchliche, generell gegen Frauen in Machtpositionen eingestellte Autoren beurteilten Eleonores Rolle als englische Königin sehr ungünstig. Doch war sie eine begabte Diplomatin, die ihre Pflichten hingebungsvoll erfüllte und stets im besten Interesse ihres Gatten handelte. Sie hatte auch zu ihren Kindern ein sehr enges Verhältnis und blieb mit ihnen auch nach deren Heiraten in Kontakt. Öfters wurde sie krank, wenn eines ihrer Sprösslinge in Problemen steckte, etwa als ihre älteste Tochter Margarete während ihrer frühen Ehejahre mit Alexander III. von Schottland faktisch in Gewahrsam gehalten wurde.

#### Eigener Hofstaat; Einnahmequellen
Heinrich III. trug dafür Sorge, dass seine Gattin alle erdenklichen Annehmlichkeiten genießen konnte und ließ in diesem Sinne etwa die königlichen Wohnsitze häufig speziell zu ihrem Nutzen renovieren. Er setzte für Eleonore auch ein beträchtliches Wittum aus und war der erste englische Monarch, der seiner Gattin ihren eigenen Hofstaat und ihre eigene Garderobe gewährte, die von zu ihrem Haushalt gehörigem Dienstpersonal betreut wurde, und für deren Führung auch Akten und Rechnungen angefertigt wurden.
Eine steuerliche Einnahmequelle für die häufig verschuldete Eleonore stellte das aurum reginae („Gold der Königin“) dar, das sich aus einer zusätzlichen zehnprozentigen, an die Königin zu zahlenden Abgabe auf freiwillige, dem König überwiesene Geldbußen, sowie aus päpstlichen Zehnten und Zollgebühren des Queenhithe Docks zusammensetzte. Weitere finanzielle Mittel bezog Eleonore aus zahlreichen Vormundschaften, die sie über minderjährige Kinder verstorbener Vasallen des Königs ausübte. Letzterer konnte nämlich als Lehnsherr über die Einkünfte solcher Minderjähriger aus deren ererbten Ländereien frei verfügen und zusätzliches Geld durch die Verheiratung weiblicher Mündel an den Meistbietenden lukrieren. Viele solcher ihm zustehender Vormundschaften und die damit verbundenen Einnahmen übertrug Heinrich III. seiner Gemahlin. Eleonore übte eine ziemlich repressive Steuereintreibung aus und erhielt außerdem beträchtliche den Juden abgepresste Mittel. So wurde sie 1250 beschuldigt, eine enorme Geldsumme von Aaron dem Juden einzutreiben. Trotz ihrer bedeutenden Finanzquellen musste sie zur Begleichung ihrer Schulden und jener ihres Sohnes Eduard u. a. bei italienischen Bankiers große Darlehen aufnehmen.

#### Auslandsreisen; Regentin für Heinrich III.
Eleonore begleitete ihren Gemahl 1242–1243 auf seinem fehlgeschlagenen Feldzug zur Wiedergewinnung der von den Franzosen eroberten Grafschaft Poitou. Nach dem Tod von Eleonores Vater Raimund Berengar V. († 19. August 1245) wurde seine jüngste Tochter Beatrix seine Universalerbin und daher Karl von Anjou nach seiner am 31. Januar 1246 erfolgten Heirat mit Beatrix Graf von Provence. Doch weder Eleonore noch Margarete von der Provence waren damit einverstanden, dass ihre jüngste Schwester Beatrix die Alleinerbin ihres Vaters war, woraus eine lebenslange Rivalität der beiden älteren Schwestern mit ihrem Schwager Karl von Anjou resultierte.
Als Heinrich III. im August 1253 nach Frankreich übersetzte, um einen bedrohlichen gascognischen Aufstand zu unterdrücken, blieb Eleonore als Regentin zurück, wobei ihr Heinrichs Bruder Richard von Cornwall als Berater zur Seite gestellt wurde. Sie nahm ihre damit verbundenen Pflichten sehr ernst. In diese Zeit fiel die Geburt ihrer dritten Tochter Katherine, die im November 1253 zur Welt kam, aber taub war und schon im vierten Lebensjahr starb. Zweimal berief Eleonore während ihrer Regentschaft das Parlament ein, um die Aufstellung frischer Gelder zur Unterstützung ihres Gatten zu beantragen. An der am 26. April 1254 abgehaltenen Parlamentssitzung nahm erstmals auch der niedere Adel und Klerus teil. Allerdings drang Eleonore mit ihren Wunsch nach finanzieller Unterstützung ihres Gemahls nicht durch.
Am 29. Mai 1254 verließ Eleonore England, obwohl Heinrich III. ihr dies untersagt hatte, und schiffte sich mit ihren Söhnen Eduard und Edmund sowie Erzbischof Bonifatius von Canterbury nach Bordeaux ein, wo sie am folgenden 11. Juni eintraf. Sie blieb mit ihrem Gatten bis zum Oktober in Bordeaux. Mit Erlaubnis des französischen Königs reiste das Königspaar durch Frankreich bis zur Küste des Ärmelkanals. Zunächst unternahmen sie im November eine Wallfahrt nach Pontigny zum dort aufbewahrten Schrein des nur sechs Jahre nach seinem Tod heiliggesprochenen Erzbischofs Edmund Rich von Canterbury. In Chartres trafen Heinrich III. und seine Gattin den französischen König Ludwig IX., als dessen Gäste sie dann im Dezember 1254 eine Woche zu einem Familientreffen in Paris weilten. Bei dieser Gelegenheit sah Eleonore ihre Mutter und ihre Schwestern wieder. Ende Dezember 1254 kehrte das englische Königspaar auf die Britischen Inseln zurück. Die persönlichen Kontakte, die durch die Familie zwischen dem englischen und dem französischen König geknüpft wurden, bereiteten eine Einigung im Konflikt zwischen England und Frankreich vor und waren damit ein wichtiger Schritt zum Abschluss des Friedens von Paris 1259.

#### Politische Rolle beim Kampf Heinrichs III. gegen die Barone
Ebenso wie ihr Gatte befürwortete Eleonore die 1254 von Innozenz IV. vorgeschlagene Einsetzung ihres zweiten Sohnes Edmund zum König Siziliens, welche Krone aber erst gegen Manfred von Sizilien zu erkämpfen war. Heinrich III. sollte zu diesem Zweck enorme Subsidien zahlen und Hilfstruppen senden, und letztlich blieb das ganze Unternehmen, das sogenannte Sizilianische Abenteuer, glücklos. Der große Einfluss der römischen Kurie in England, die erfolglose Außenpolitik des Königs, seine Vergabe hoher Ämter an meist aus Frankreich stammende „Ausländer“ sowie seine drückende Steuerbelastung waren maßgebliche Gründe für das Aufkommen eines heftigen Aufbegehrens einheimischer Barone. Diesen musste der König im Juni 1258 in den Provisions of Oxford große Zugeständnisse machen, die auf eine deutliche Beschränkung seiner Macht hinausliefen, was Eleonore sehr bedauerte. Zumindest konnte sie sich darüber freuen, dass die verhassten Lusignan-Brüder England zu verlassen hatten.
In den nächsten Jahren bekämpfte Eleonore die Bestrebungen der rebellischen Barone, zu deren Anführer sich Simon de Montfort, 6. Earl of Leicester aufgeschwungen hatte. Zu Beginn der Revolte versuchte der Thronfolger Eduard politisch eigenständig zu handeln und führte Gespräche mit mächtigen Baronen, was zu einem schweren Konflikt mit seinem Vater, dem König, führte. Eleonore konnte im Mai 1260 schließlich erfolgreich zwischen ihrem Mann und ihrem Sohn vermitteln, so dass sie sich wieder aussöhnten. Danach blieb Eduard in dem Konflikt ein loyaler Unterstützer seines Vaters. Im November 1259 begleitete Eleonore den König nach Frankreich, wo der Frieden von Paris besiegelt wurde, und im Juli 1262 begleitete sie ihn zu einem weiteren Treffen mit dem französischen König.
1262 entband Urban IV. den englischen König von seinem Eid, die Provisions of Oxford zu beachten. Am 26. Mai 1263 mussten Eleonore und Heinrich III. Zuflucht im Tower of London suchen. Der König wünschte, dass sie per Boot in das sichere, von ihrem Sohn Eduard gehaltene Windsor Castle reiste. Beim Versuch, auf der Themse die London Bridge zu unterqueren, wurde das Boot der unpopulären Königin am 13. Juli 1263 von einer aufgebrachten Schar Londoner abgefangen, mit Steinen beworfen und beschimpft. Auch die Rückkehr in den Tower wurde ihr verwehrt, so dass sie ins Kirchenasyl der St Paul’s Cathedral Zuflucht suchen musste. Ihre Ländereien und Besitzungen waren im Juni von ihren Gegnern verwüstet und geplündert worden. Im September 1263 reiste das Königspaar zu einem weiteren Treffen mit dem französischen Königspaar ins nordfranzösische Boulogne. Während Heinrich III. im Oktober nach England zurückkehrte, blieb Eleonore in Frankreich. Als sich der zum Schiedsrichter im Streit zwischen Heinrich III. und den aufständischen Baronen angerufene französische König, wohl auch stark durch Eleonore beeinflusst, im Januar 1264 im Mise of Amiens im Wesentlichen zugunsten des englischen Monarchen aussprach, waren die Barone unzufrieden. Der Konflikt weitete sich nun zum offenen Zweiten Krieg der Barone aus. Eleonore sammelte ab Mitte Februar 1264 Geld und versuchte, auch mit Unterstützung ihrer Verwandten aus Savoyen ein Söldnerheer aufzustellen. Dieses sollte zur Unterstützung ihres Mannes nach England übersetzen, doch bereits zuvor schlug das von Montfort geführte Heer der Rebellen am 14. Mai 1264 in der Schlacht von Lewes das königliche Heer. Der in der Schlacht gefangen genommene König musste die Provisions of Oxford erneut bestätigen und den Thronfolger Eduard als Geisel stellen. Daraufhin versuchte Eleonore, mit Hilfe ihrer Familienbeziehungen in der Gascogne ein neues Heer aufzustellen, um ihren Mann zu unterstützen. Auch von Ludwig IX. erhielt sie eine beträchtliche Anleihe im Austausch für die drei Heinrich III. als Lehnsmann des französischen Königs unterstehenden Bistümer Limoges, Périgueux und Cahors. Im Herbst 1264 versammelte sie eine beachtliche Söldnerarmee im flämischen Hafen von Sluis. Doch verhinderte schlechtes Wetter das Auslaufen der Flotte, und wegen ihrer schwindenden finanziellen Mittel zerstreute sich Eleonores Heer wieder. So scheiterte ihr Plan, in England einzufallen. Nun setzte sie schonungslos eine diplomatische Offensive gegen Simon de Montfort in Gang. Durch ihre Aktionen und Verbindungen trug sie zum Sieg der vom – seinen Wächtern entkommenen – Lord Eduard angeführten königlichen Truppen in der Schlacht von Eveshamam 4. August 1265 bei, in der Montfort fiel. Ende Oktober 1265 kehrte Eleonore mit ihrem jüngeren Sohn Edmund und dem päpstlichen Legaten Ottobono Fieschi nach England zurück.

### Witwenzeit und Tod
Nach dem Tod Heinrichs III. (16. November 1272) entsandte Eleonore Boten, die den auf Kreuzzug befindlichen Eduard über das Ableben seines Vaters informieren sollten. Während der Regierung ihres ältesten Sohnes, der nun als Eduard I. den Thron bestieg, hatte Eleonore geringeren politischen Einfluss. Sie gehörte aber zu den reichsten Großgrundbesitzern Englands. Abgesehen von ihrem etwa 4000 Pfund pro Jahr abwerfendem Wittum bezog sie auch Einkünfte aus der Hinterlassenschaft ihres 1268 verstorbenen Onkels Peter von Savoyen. 1275 ließ sie mit Genehmigung ihres königlichen Sohnes alle Juden ausweisen, die in zu ihrem Wittum gehörigen Orten lebten. In der Rolle als Königinwitwe musste Eleonore weniger Kritik von Seiten der Chronisten einstecken als in der vorangegangenen Zeit als Königsgemahlin; vielmehr wurde sie von diesen nun häufig gelobt. Auf ausgedehnten Reisen in England und am europäischen Kontinent besuchte sie ihre Kinder und Enkel. Zahlreiche Briefe, die sie in ihrer Witwenzeit verfasste, sind überliefert. Sie unterstützte ab 1275 ihre ebenfalls verwitwete Schwester Margarete, die von Karl von Anjou noch immer einen Teil der Provence als Erbe forderte. Um ein Bündnis zwischen Karl von Anjou und dem römisch-deutschen König Rudolf von Habsburg zu hintertreiben und um ihre von Habsburg bedrängten Verwandten in Savoyen zu entlasten, befürwortete sie eine Heirat von Johanna, einer Tochter ihres Sohns Eduard, mit Hartmann, dem ältesten Sohn von Rudolf von Habsburg. Zusammen mit Margarete hatte sie auch wesentlichen Anteil daran, dass ihr jüngerer Sohn Edmund Ende 1275 oder Anfang 1276 die verwitwete Gräfin der Champagne heiratete.
1276 trat Eleonore in das Kloster Amesbury in Wiltshire ein. Dort wurde sie im Juli 1286 Nonne des Ordens von Fontevrault, nachdem auf ihr Betreiben auch zwei ihrer Enkelinnen, Mary of Woodstock (Tochter Eduards I.) und Eleonore von der Bretagne (Tochter Johanns II. von der Bretagne), in das gleiche Gotteshaus eingetreten waren. Die Königinwitwe spendete großzügig für die Armen, schenkte dem nahe dem Londoner Tower gelegenem Frauenhospital Saint Katherine im Jahr 1273 Ländereien und befahl die jährliche Verteilung von Almosen am Todestag Heinrichs III. Sie verbrachte ihre letzten Lebensjahre in relativer Abgeschiedenheit, nahm aber noch u. a. im Oktober 1289 und April 1290 an zwei wichtigen Familientreffen teil, bei denen auch die Besprechung bedeutender politischer Entscheidungen auf der Tagesordnung stand. Nach dem Tod ihres Onkels Philipp von Savoyen 1285 vermittelte sie noch brieflich in einem Erbstreit zwischen ihren Cousins Amadeus und Ludwig über das Erbe in Savoyen. Im Alter von etwa 68 Jahren starb Eleonore am 24. oder 25. Juni 1291 im Kloster Amesbury und wurde dort in Anwesenheit zahlreicher Adliger und Prälaten beigesetzt. Allerdings fand ihr Begräbnis erst am 9. September 1291 statt, da sich Eduard I. zum Zeitpunkt ihres Todes in Schottland befand und persönlich am Leichenbegängnis seiner Mutter teilnehmen wollte. Anfang Dezember 1291 fand die getrennte Bestattung ihres Herzens in der Franziskanerkirche Londons statt. Beide Begräbnisstätten existieren nicht mehr. Es gibt auch keine zeitgenössischen Porträts oder Statuen Eleonores.

## Vorfahren
| Alfons II. von Aragón | Alfons II. von Aragón | Alfons II. von Aragón | Alfons II. von Aragón | Alfons II. von Aragón       | Alfons II. von Aragón       |                             |                             | Sancha von Kastilien        | Sancha von Kastilien        | Sancha von Kastilien | Sancha von Kastilien | Sancha von Kastilien             | Sancha von Kastilien             |                                  |                                  | Raimund I. de Sabran             | Raimund I. de Sabran             | Raimund I. de Sabran | Raimund I. de Sabran | Raimund I. de Sabran         | Raimund I. de Sabran         |                              |                              | Gersende I. von Forcalquier  | Gersende I. von Forcalquier  | Gersende I. von Forcalquier | Gersende I. von Forcalquier | Gersende I. von Forcalquier | Gersende I. von Forcalquier |  |  | Humbert III. von Savoyen | Humbert III. von Savoyen | Humbert III. von Savoyen | Humbert III. von Savoyen | Humbert III. von Savoyen | Humbert III. von Savoyen |                       |                       | Beatrix von Burgund   | Beatrix von Burgund   | Beatrix von Burgund | Beatrix von Burgund | Beatrix von Burgund | Beatrix von Burgund |                     |                     | Wilhelm I. von Genf | Wilhelm I. von Genf | Wilhelm I. von Genf | Wilhelm I. von Genf | Wilhelm I. von Genf | Wilhelm I. von Genf |                    |                    | Beatrix von Faucigny | Beatrix von Faucigny | Beatrix von Faucigny | Beatrix von Faucigny | Beatrix von Faucigny | Beatrix von Faucigny |
| Alfons II. von Aragón | Alfons II. von Aragón | Alfons II. von Aragón | Alfons II. von Aragón | Alfons II. von Aragón       | Alfons II. von Aragón       |                             |                             | Sancha von Kastilien        | Sancha von Kastilien        | Sancha von Kastilien | Sancha von Kastilien | Sancha von Kastilien             | Sancha von Kastilien             |                                  |                                  | Raimund I. de Sabran             | Raimund I. de Sabran             | Raimund I. de Sabran | Raimund I. de Sabran | Raimund I. de Sabran         | Raimund I. de Sabran         |                              |                              | Gersende I. von Forcalquier  | Gersende I. von Forcalquier  | Gersende I. von Forcalquier | Gersende I. von Forcalquier | Gersende I. von Forcalquier | Gersende I. von Forcalquier |  |  | Humbert III. von Savoyen | Humbert III. von Savoyen | Humbert III. von Savoyen | Humbert III. von Savoyen | Humbert III. von Savoyen | Humbert III. von Savoyen |                       |                       | Beatrix von Burgund   | Beatrix von Burgund   | Beatrix von Burgund | Beatrix von Burgund | Beatrix von Burgund | Beatrix von Burgund |                     |                     | Wilhelm I. von Genf | Wilhelm I. von Genf | Wilhelm I. von Genf | Wilhelm I. von Genf | Wilhelm I. von Genf | Wilhelm I. von Genf |                    |                    | Beatrix von Faucigny | Beatrix von Faucigny | Beatrix von Faucigny | Beatrix von Faucigny | Beatrix von Faucigny | Beatrix von Faucigny |
|                       |                       |                       |                       |                             |                             |                             |                             |                             |                             |                      |                      |                                  |                                  |                                  |                                  |                                  |                                  |                      |                      |                              |                              |                              |                              |                              |                              |                             |                             |                             |                             |  |  |                          |                          |                          |                          |                          |                          |                       |                       |                       |                       |                     |                     |                     |                     |                     |                     |                     |                     |                     |                     |                     |                     |                    |                    |                      |                      |                      |                      |                      |                      |
|                       |                       |                       |                       | Alfons II. von der Provence | Alfons II. von der Provence | Alfons II. von der Provence | Alfons II. von der Provence | Alfons II. von der Provence | Alfons II. von der Provence |                      |                      |                                  |                                  |                                  |                                  |                                  |                                  |                      |                      | Gersende II. von Forcalquier | Gersende II. von Forcalquier | Gersende II. von Forcalquier | Gersende II. von Forcalquier | Gersende II. von Forcalquier | Gersende II. von Forcalquier |                             |                             |                             |                             |  |  |                          |                          |                          |                          | Thomas I. von Savoyen    | Thomas I. von Savoyen    | Thomas I. von Savoyen | Thomas I. von Savoyen | Thomas I. von Savoyen | Thomas I. von Savoyen |                     |                     |                     |                     |                     |                     |                     |                     |                     |                     | Margarete von Genf  | Margarete von Genf  | Margarete von Genf | Margarete von Genf | Margarete von Genf   | Margarete von Genf   |                      |                      |                      |                      |
|                       |                       |                       |                       | Alfons II. von der Provence | Alfons II. von der Provence | Alfons II. von der Provence | Alfons II. von der Provence | Alfons II. von der Provence | Alfons II. von der Provence |                      |                      |                                  |                                  |                                  |                                  |                                  |                                  |                      |                      | Gersende II. von Forcalquier | Gersende II. von Forcalquier | Gersende II. von Forcalquier | Gersende II. von Forcalquier | Gersende II. von Forcalquier | Gersende II. von Forcalquier |                             |                             |                             |                             |  |  |                          |                          |                          |                          | Thomas I. von Savoyen    | Thomas I. von Savoyen    | Thomas I. von Savoyen | Thomas I. von Savoyen | Thomas I. von Savoyen | Thomas I. von Savoyen |                     |                     |                     |                     |                     |                     |                     |                     |                     |                     | Margarete von Genf  | Margarete von Genf  | Margarete von Genf | Margarete von Genf | Margarete von Genf   | Margarete von Genf   |                      |                      |                      |                      |
|                       |                       |                       |                       |                             |                             |                             |                             |                             |                             |                      |                      |                                  |                                  |                                  |                                  |                                  |                                  |                      |                      |                              |                              |                              |                              |                              |                              |                             |                             |                             |                             |  |  |                          |                          |                          |                          |                          |                          |                       |                       |                       |                       |                     |                     |                     |                     |                     |                     |                     |                     |                     |                     |                     |                     |                    |                    |                      |                      |                      |                      |                      |                      |
|                       |                       |                       |                       |                             |                             |                             |                             |                             |                             |                      |                      | Raimund Berengar V. von Provence | Raimund Berengar V. von Provence | Raimund Berengar V. von Provence | Raimund Berengar V. von Provence | Raimund Berengar V. von Provence | Raimund Berengar V. von Provence |                      |                      |                              |                              |                              |                              |                              |                              |                             |                             |                             |                             |  |  |                          |                          |                          |                          |                          |                          |                       |                       |                       |                       |                     |                     | Beatrix von Savoyen | Beatrix von Savoyen | Beatrix von Savoyen | Beatrix von Savoyen | Beatrix von Savoyen | Beatrix von Savoyen |                     |                     |                     |                     |                    |                    |                      |                      |                      |                      |                      |                      |
|                       |                       |                       |                       |                             |                             |                             |                             |                             |                             |                      |                      | Raimund Berengar V. von Provence | Raimund Berengar V. von Provence | Raimund Berengar V. von Provence | Raimund Berengar V. von Provence | Raimund Berengar V. von Provence | Raimund Berengar V. von Provence |                      |                      |                              |                              |                              |                              |                              |                              |                             |                             |                             |                             |  |  |                          |                          |                          |                          |                          |                          |                       |                       |                       |                       |                     |                     | Beatrix von Savoyen | Beatrix von Savoyen | Beatrix von Savoyen | Beatrix von Savoyen | Beatrix von Savoyen | Beatrix von Savoyen |                     |                     |                     |                     |                    |                    |                      |                      |                      |                      |                      |                      |
|                       |                       |                       |                       |                             |                             |                             |                             |                             |                             |                      |                      |                                  |                                  |                                  |                                  |                                  |                                  |                      |                      |                              |                              |                              |                              |                              |                              |                             |                             |                             |                             |  |  |                          |                          |                          |                          |                          |                          |                       |                       |                       |                       |                     |                     |                     |                     |                     |                     |                     |                     |                     |                     |                     |                     |                    |                    |                      |                      |                      |                      |                      |                      |
|                       |                       |                       |                       |                             |                             |                             |                             |                             |                             |                      |                      |                                  |                                  |                                  |                                  |                                  |                                  |                      |                      |                              |                              |                              |                              |                              |                              |                             |                             | Eleonore von der Provence   |                             |  |  |                          |                          |                          |                          |                          |                          |                       |                       |                       |                       |                     |                     |                     |                     |                     |                     |                     |                     |                     |                     |                     |                     |                    |                    |                      |                      |                      |                      |                      |                      |

## Nachkommen
König Heinrich III. und Eleonore blieben einander treu und führten ein glückliches, mehr als 36 Jahre währendes Eheleben. Aus ihrer Verbindung gingen sicher folgende fünf Kinder hervor:
- Eduard I. (* 17. Juni 1239; † 7. Juli 1307), ab 1272 englischer König
- Margaret (* 29. September 1240; † 26. Februar 1275) ⚭ 1251 König Alexander III. von Schottland
- Beatrice (* 25. Juni 1242; † 24. März 1275) ⚭ 1260 Herzog Johann II. von der Bretagne
- Edmund Crouchback, 1. Earl of Lancaster (* 16. Januar 1245; † 5. Juni 1296)
- Katherine (* 25. November 1253; † 3. Mai 1257)

Vier weitere Kinder wurden Eleonore zugeschrieben, doch ist ihre Existenz zweifelhaft, da es keine zeitgenössischen Zeugnisse von ihnen gibt:
- Richard (* 1247; † 1256)
- John (* 1250; † 1256)
- William (* 1251; † 1256)
- Henry (* 1256; † 1257)